# 고현초등학교 (경남)
고현초등학교는 대한민국 경상남도 남해군 고현면 대사리에 있는 공립 초등학교이다.

## 학교 연혁
- 1928년 5월 17일 고현공립보통학교 개교
- 1938년 4월 1일 고현공립심상소학교로 개칭[1]
- 1941년 4월 1일 고현공립국민학교로 개칭[2]
- 1981년 3월 1일 병설유치원(1학급) 개원
- 1996년 3월 1일 고현초등학교로 개칭[3]
- 1999년 9월 1일 갈화분교장 통합
- 2001년 2월 13일 다목적교실(1동) 신축
- 2002년 8월 23일 교사 전면 신축
- 2005년 11월 7일 도서관(슬기샘) 개관
- 2020년 2월 12일 제90회 졸업식(졸업생 누계 8,084명)
- 2020년 3월 1일 제35대 백종필 교장 취임
- 2020년 5월 25일 유치원 및 초등학생 자녀동반 고현면[4] 전입 가족 주택 제공 시작[5][6]
- 2020년 7월 1일 대형 LED 학교명 조명등·친환경 보차도 조성
- 2020년 7월 28일 전국 최초 온면민이 함께하는 고현면 인구유치 및 학교살리기 캠페인 개최
- 2021년 2월 9일 제91회 졸업식(졸업생 누계 8087명)
- 2021년 3월 1일 행복맞이 학교 및 자율학교 지정 운영, 초등 7학급·유치원 2학급 편성
- 2021년 8월 31일 멀구슬 꿈동산 데크 학습장 · 지압건강보도 · 운동장 스탠드 벽화 조성 준공
- 2021년 12월 31일 교육부 농어촌 참 좋은 작은 학교 선정 표창
- 2021년 12월 31일 승강장 대형 안심 캐노피 · 강당지붕방수도색 · 영어체험교실 조성 준공
- 2022년 1월 29일 경남형 학교공간혁신모델 구축사업 선정
- 2022년 2월 11일 제92회 졸업식(졸업생 총수:8,094명)
- 2022년 3월 1일 행복학교 지정 운영, 초등 6학급·유치원1학급 편성

## 학교 상징
- 교화(校花) - 백목련 : 향수의 원료와 한약재로 쓰이며 숭고한 정신과 우애의 꽃말을 가진 목련처럼 참된 사람으로 자라라는 뜻으로 정해졌다.
- 교목(校木) - 멀구슬나무 : 우람한 둥치와 쭉 뻗은 가지처럼 학교의 무궁한 발전과 미래로의 힘찬 도약을 기원하는 뜻을 지닌다.

## 참고 자료
- 고현초등학교 - 한국교육학술정보원 학교알리미